# Žďár nad Sázavou
Žďár nad Sázavou (Duits: Saar) is een Moravische stad in de Tsjechische regio Vysočina en het district Žďár nad Sázavou. Žďár nad Sázavou telt 20.519 inwoners (2023). De stad ligt aan de rivier Sázava op 580 meter hoogte. 
De belangrijke bezienswaardigheden in de stad zijn de Bedevaartskerk van Sint-Johannes van Nepomuk, die sinds 1994 op de werelderfgoedlijst van UNESCO staat en het Klooster Žďár nad Sázavou. Ook ligt er een outdoor ijsbaan, de Pilský rybník.

## Geschiedenis
Al rond het jaar 1100 bevond zich op de plaats van het huidige stadscentrum een dorp. Ongeveer twee kilometer noordelijker werd in 1252 een cisterciënzerklooster aangelegd. Het dorp Žďár werd vanaf 1293 eigendom van het klooster. In de 14e eeuw werd er in het gebied ijzererts ontdekt en aan het einde van die eeuw werd begonnen met mijnbouw. Tijdens de Hussitische Oorlogen werd het klooster door een brand vernietigd. George van Podiebrad liet het klooster herbouwen. In 1647 werd de stad door de Zweden geplunderd, waarna ze in de 18e eeuw gerenoveerd werd door Johann Blasius Santini-Aichl in gotiek- en barokstijl. Het klooster werd in 1784 omgebouwd tot een kasteel, wat tegenwoordig een boekenmuseum is. In de 20e eeuw vertienvoudigde het inwoneraantal van de stad. De ijsbaan, een buitenbaan, heet Bruslarský klub waar ook de nationale kampioenschappen langebaan worden gehouden.

## Partnersteden
- Cairanne,  Frankrijk (Vaucluse, Provence, 2003)
- Vloesberg,  België (Province de Hainaut, 1999)
- Schmölln,  Duitsland (Altenburger Land, 2001)

## Bekende personen
- František Drdla (1868-1944), violist en componist
- Martina Sáblíková (1987), langebaanschaatsster;
- Milan Sáblík (1991), langebaanschaatser.

Baliny ·
Blažkov ·
Blízkov ·
Bobrová ·
Bobrůvka ·
Bohdalec ·
Bohdalov ·
Bohuňov ·
Borovnice ·
Bory ·
Březejc ·
Březí ·
Březí nad Oslavou ·
Březské ·
Budeč ·
Bukov ·
Bystřice nad Pernštejnem ·
Býšovec ·
Cikháj ·
Černá ·
Dalečín ·
Daňkovice ·
Dlouhé ·
Dobrá Voda ·
Dolní Heřmanice ·
Dolní Libochová ·
Dolní Rožínka ·
Fryšava pod Žákovou horou ·
Hamry nad Sázavou ·
Herálec ·
Heřmanov ·
Hodíškov ·
Horní Libochová ·
Horní Radslavice ·
Horní Rožínka ·
Chlumek ·
Chlumětín ·
Chlum-Korouhvice ·
Jabloňov ·
Jámy ·
Javorek ·
Jimramov ·
Jívoví ·
Kadolec ·
Kadov ·
Karlov ·
Kněževes ·
Koroužné ·
Kotlasy ·
Kozlov ·
Krásné ·
Krásněves ·
Křídla ·
Křižánky ·
Křižanov ·
Křoví ·
Kuklík ·
Kundratice ·
Kyjov ·
Lavičky ·
Lhotka ·
Lísek ·
Líšná ·
Malá Losenice ·
Martinice ·
Matějov ·
Měřín ·
Meziříčko ·
Milasín ·
Milešín ·
Mirošov ·
Moravec ·
Moravecké Pavlovice ·
Netín ·
Nížkov ·
Nová Ves ·
Nová Ves u Nového Města na Moravě ·
Nové Dvory ·
Nové Město na Moravě ·
Nové Sady ·
Nové Veselí ·
Nový Jimramov ·
Nyklovice ·
Obyčtov ·
Ořechov ·
Oslavice ·
Oslavička ·
Osová Bítýška ·
Osové ·
Ostrov nad Oslavou ·
Otín ·
Pavlínov ·
Pavlov ·
Petráveč ·
Pikárec ·
Písečné ·
Počítky ·
Poděšín ·
Podolí ·
Pokojov ·
Polnička ·
Prosetín ·
Račice ·
Račín ·
Radenice ·
Radešín ·
Radešínská Svratka ·
Radkov ·
Radňoves ·
Radňovice ·
Radostín ·
Radostín nad Oslavou ·
Rodkov ·
Rosička ·
Rousměrov ·
Rovečné ·
Rozseč ·
Rozsochy ·
Rožná ·
Ruda ·
Rudolec ·
Řečice ·
Sázava ·
Sazomín ·
Sejřek ·
Sirákov ·
Sklené ·
Sklené nad Oslavou ·
Skorotice ·
Skřinářov ·
Sněžné ·
Spělkov ·
Strachujov ·
Stránecká Zhoř ·
Strážek ·
Střítež ·
Sulkovec ·
Světnov ·
Sviny ·
Svratka ·
Škrdlovice ·
Štěpánov nad Svratkou ·
Tasov ·
Tři Studně ·
Ubušínek ·
Uhřínov ·
Ujčov ·
Újezd ·
Unčín ·
Vatín ·
Věcov ·
Věchnov ·
Velká Bíteš ·
Velká Losenice ·
Velké Janovice ·
Velké Meziříčí ·
Velké Tresné ·
Vepřová ·
Věstín ·
Věžná ·
Vídeň ·
Vidonín ·
Vír ·
Vlachovice ·
Vlkov ·
Vojnův Městec ·
Vysoké ·
Záblatí ·
Zadní Zhořec ·
Znětínek ·
Zubří ·
Zvole ·
Ždánice ·
Žďár nad Sázavou